# 衛星バス

通信衛星バスとペイロードモジュール

衛星バス（英: Satellite bus）とは、多様な人工衛星が持つ機能のうち基本的で共通的に必要な機器（バス機器）と衛星の基本構体の部分を指す名称。
太陽電池パネルや二次電池、姿勢制御システム、地上との通信機器やそのアンテナなどは衛星の種類や目的が異なっていても共通的に必要であり、大手人工衛星メーカーはこれらの基本設計を共通化・シリーズ化し、設計コストの低廉化や設計製造リードタイムの短縮につながるだけでなく、過酷な宇宙環境での利用実績が積み重ねられることで信頼性を高めている。他方、衛星の主目的に応じた観測機器や放送システムなどの搭載機器はミッション機器と呼び、衛星システム上でもミッション部・バス部で大別される。
日本の衛星メーカーでは三菱電機の大型静止通信衛星向けのDS2000と、日本電気の小型衛星・科学衛星向けのNEXTARが知られており、衛星発注者の要求性能によってカスタマイズされ供給されている。現在では衛星バスは、小型衛星、中型衛星、大型衛星用にそれぞれシリーズ化されており、ユーザニーズに応じて選ぶことが出来るようになっている。通信機器や観測装置などユーザごとに異なるミッション機器のみを専用に設計して搭載することで、製造期間を短縮することが出来る。
自動車開発で利用されるプラットフォームの人工衛星版といえる。
ヒューズ・エアクラフト社のHS-376衛星バスがこの分野での成功を収め、50機以上が製造されてこの流れを作った。その後HS-393, HS-601, HS-701(現在のBoeing-702)と続いている。その他、フォード・エアロスペース社のFS-1300(現在のロラール社(Space Systems/Loral)のLS-1300)、ロッキード・マーティン社のA2100バスなども多数の衛星を受注している。

## 構成要素
バスは主に以下のサブシステムから構成されている。
- C&DH系（コマンド及びデータ処理系、Command and Data Handling System）
  - TTC系（テレメトリ・トラッキング・コマンド系）と呼ばれていたが、オンボードコンピュータの発達に伴いC&DH系と呼ばれるようになってきている。
- 電力系(EPS)
- 姿勢制御系(ACS)
- 推進系
- 構体系
- 熱制御系(TCS)
- 生命維持系（有人飛行の場合）

## 衛星バスの例
- DS2000 - 三菱電機
- NEXTAR - NEC
- Eurostar - エアバス・ディフェンス・アンド・スペース社 (旧 EADS アストリアム)

Eurostar 1000, 2000, 2000+, 3000などの衛星バスのシリーズを製造
- Spacebus - タレス・アレーニア・スペース社 (旧Aerospatiale → Alcatel Space → Alcatel Alenia Space)

Spacebus 1000, 2000, 3000, 4000の各衛星バスのシリーズを製造
- Boeing 702　- ボーイング社 (旧ヒューズエアクラフト社 HS-376, HS-376HP, HS-393, HS-601, HS-601HPなど)

2012年に702MP(Medium Power)を初打ち上げ、2015年に702SP(Small Platform)がデビュー予定
- STARバス - オービタル・サイエンシズ

低周回軌道用のLEOStarシリーズと、静止軌道用のGEOStarシリーズがあり、GEOStarシリーズには大きさにあわせてSTAR-1とSTAR-2、STAR-3バスがある。
- Loral 1300 - スペースシステムズ/ロラール(SS/L)社

SSL-1300衛星バスは2015年9月30日に打ち上げられたオーストラリアのSky Muster衛星が同衛星バスとして引き渡された100機目の衛星となった。最初の1300衛星バスは1989年に日本のSUPERBIRD-Aとして打ち上げられた。この衛星の乾燥質量は1,300kgだったのにちなんでこの衛星バスの名前が付けられた。この衛星の発生電力は当時としては最大の3kWだった。当時と比べると現在の1300衛星バスは8倍の発生電力を持ち、寿命も30%長くなり、トランスポンダーを4倍積めるようになっている。SSL-1300衛星バスは、初めて100Vの電圧を使用した衛星で、初めて発生電力が20kWを超えた衛星であり、西側の衛星として初めて電気推進系を採用した衛星バスでもあり、リチウムイオン電池を初めて搭載した衛星バスのひとつとなった。
- Lockheed Martin Space Systems A2100 - ロッキード・マーティン社

A2100を開発する前にもシリーズ3000, 4000, 5000, 7000バスを製造（旧マーティン・マリエッタ社とその買収前のGE Astro Space社の時代から製造）。
A2100バスは2003年9月初めの時点で、軌道上での運用時間が累計400年を達成した。A2100バスは商業通信衛星45機以外にも軍用通信衛星AEHF, MUOSでも採用。また、気象衛星GOES-RやGPS-III型としても採用されている。同社の他の衛星バスも含めると、同社の商業通信衛星は101機となり、累計1,000年間以上の軌道上運用を達成した。
- Express-1000A、Express-1000H、Express-2000など　ロシアのJSC-ISS社の衛星バス
- インドISROの商業部門であるAntrix社が開発したI-1K(1,000kg級)、I-2K(2,000kg級)、I-3K(3,000kg級)バス
- 中国のDFH-3(東方紅3号バスと呼ぶ場合もある)、DFH-4バス
- PROTEUS、MYRIADE　フランスが開発した小型衛星バス
- アルファバス - フランスのタレス・アレーニア・スペースとアストリウム・サテライトが、フランス国立宇宙研究センターと欧州宇宙機関の支援を得て共同開発した。